# قضيب الكباس

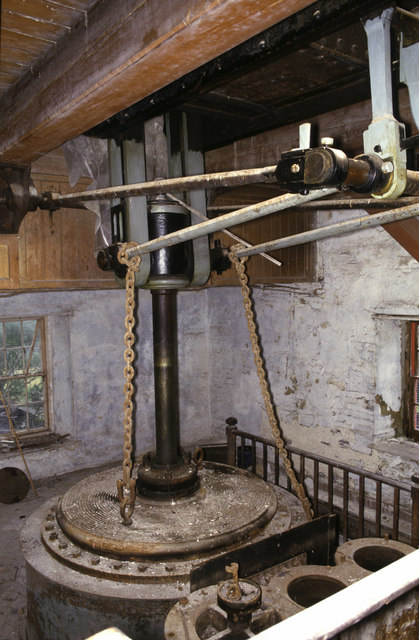
كباس وقضيبه ويعملان رأسيا في آلة كبيرة.

حركة كباس من دون قضيب (الكباس متصل مباشرة بذراع توصيل).

قضيب الكباس (بالإنجليزية : Piston rod ) يربط بين الكباس و العمود المرفقي في محرك احتراق داخلي ؛ أما في محرك بخاري فيربط قضيب الكباس الكباس بـ رأس توصيل و ذراع توصيل ثم إلى عجلة القطار فتقوم بالجر .
في السيارات بصفة عامة أصبح الكباس بدون قضيب، ويستخدم محركها كباسا من نوع كباس علبي أو جذعي trunk piston حيث يوجد فيه رأس التوصيل مباشرة ولا يحتاج لقضيب بينهما . كانت نشأة قضيب الكباس أساسا مع اختراع المحرك البخاري .

## توضيح عمله

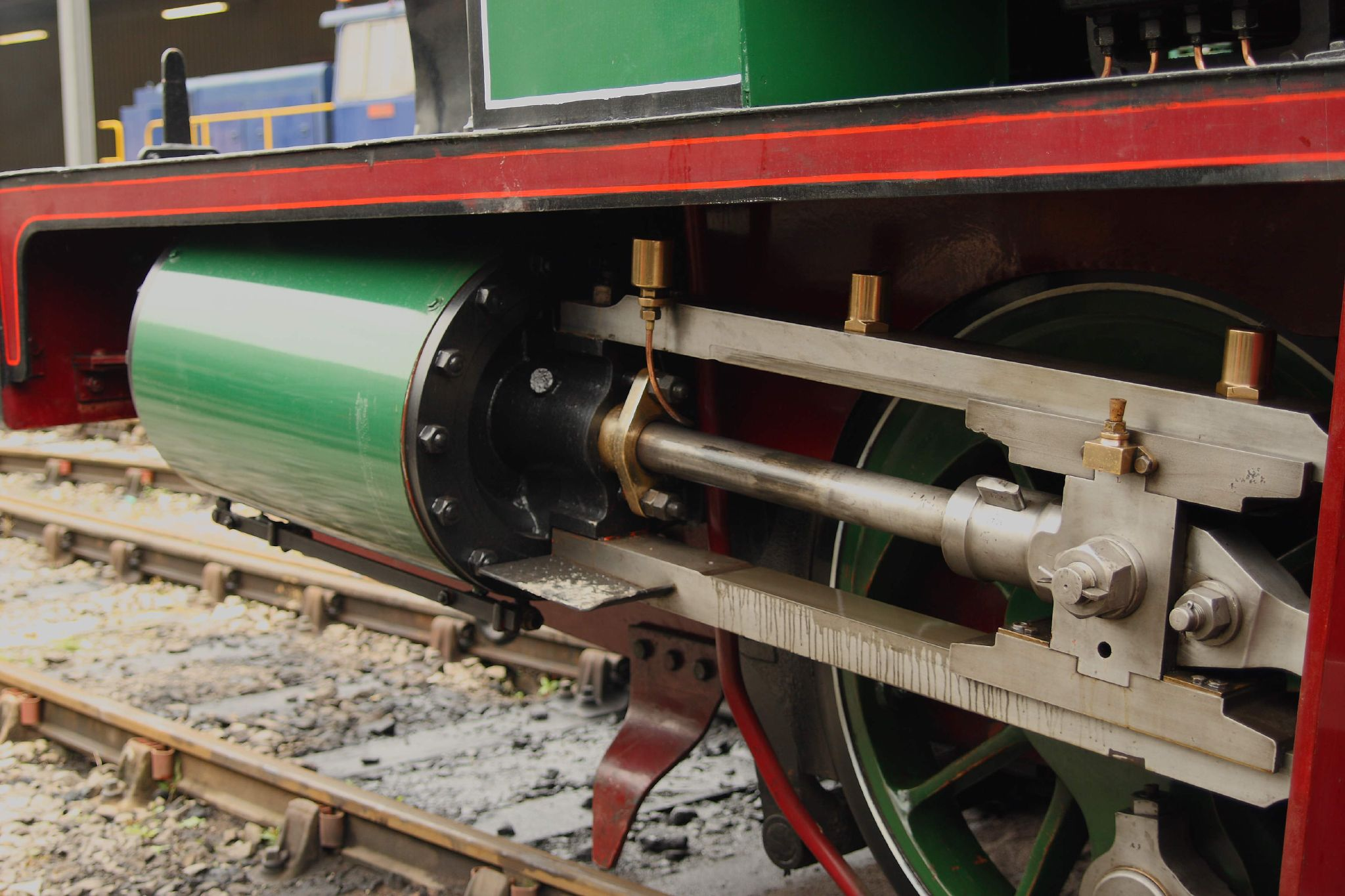
آلة بخارية ويرى قضيب الكباس بين المكبس (أخضر ، يسار) و رأس توصيل (يمين، صليبية الشكل).

الأشكال التالية توضح عمل قضيب الكباس ورأس التوصيل وذراع التوصيل .

أسفل: الكباس متصل بقضيب (حركة يمين يسار) ، وعن طريق رأس توصيل (أخضر) يتصلان بذراع توصيل تتيح الحركة الدائرية للعمود المرفقي.
أعلى : كباس من دون قضيب، (وبه رأس توصيل) يتصل مباشرة بذراع التوصيل والعمود المرفقي.

## اقرأ أيضا
- مكبس (محركات)
- رأس توصيل
- كباس علبي
- عمود مرفقي
- حلقة كباس